# Кодекс 078
Кодекс 078 (Gregory-Aland), ε 15 (Soden), — унциальный манускрипт VI века на греческом языке, содержащий фрагменты текстов Евангелия от Матфея 17,22-18,3.11-19; 19,5-14; Луки 18,14-25 и Иоанна 4,52-5:8; 20,17-26 на шести пергаментных листах (27 x 20 см). Текст на листе расположен в две колонки, 22 строк в колонке. Палимпсест. Верхний текст палимпсеста содержит грузинский текст X с века.

## Особенности рукописи
Рукопись содержит тексты:
Матфей 17,22-18,3.11-19; 19,5-14; Лука 18,14-25; Иоанн 4,52-5:8; 20,17-26.
Греческий текст рукописи отражает смешанный тип текста, но доминирует византийский элемент. Рукопись отнесена к III категории Аланда.
Рукопись хранится в Российской национальной библиотеке (Suppl. Gr. 13, fol. 1-7) в Санкт-Петербурге.